# Кургашла (река)
Кургашла (баш. Ҡурғашлы) — река в Зилаирском районе Башкортостана на Южном Урале. Левый приток Зилаира.
Длина реки — 14 км (от истока ручья Второго). Бассейн расположен в слабозаселённой лесистой местности на Зилаирском плато. Река берёт начало примерно в 3,5 км к северо-северо-востоку от деревни Анновка и течёт через деревню на юго-юго-запад по территории Зилаирского сельсовета. Впадает в Зилаир по левому берегу в 51 км от его устья.
Основные притоки впадают слева. Имеется пруд на реке в деревне.

## Данные водного реестра
По данным государственного водного реестра России относится к Уральскому бассейновому округу, водохозяйственный участок реки — Сакмара от истока до впадения реки Большой Ик. Речной бассейн реки — Урал (российская часть бассейна).
Код объекта в государственном водном реестре — 12010000514112200005308.